# Proaktive Interferenz
Die Proaktive Interferenz bezeichnet in der Gedächtnispsychologie die Beeinflussung bzw. Überlagerung von neu erworbenen Gedächtnisinhalten durch früher Gelerntes  (im Gegensatz zur Retroaktiven Interferenz). Das störende Material wirkt zeitlich vorwärts gerichtet, also proaktiv.
Beispielsweise liest man zuerst ein Buch und lernt danach für eine Klausur. Wenn man sich dann am nächsten Tag in der Klausur an Dinge erinnert, die in das Buch und nicht zum Klausurstoff gehören, hat die Geschichte aus dem Buch proaktiv mit dem Gelernten interferiert.
Ein anderes Beispiel bezieht sich auf den Alltag: Angenommen, wir sind es gewohnt, jeden Tag eine bestimmte Buslinie zur Arbeit zu nehmen. An einem bestimmten Tag wollen wir aber zu einem anderen Ziel fahren, steigen jedoch aus Versehen in die gewohnte Buslinie ein. Dann hat etwas zeitlich Vorherliegendes mit dem später "Gelernten" proaktiv interferiert.

## Historie
1975 demonstrierte Douglas S. Grants die proaktive Interferenz bei Tauben.